# Cahagnes
Cahagnes è un comune francese di 1 408 abitanti situato nel dipartimento del Calvados nella regione della Normandia.

## Storia

### Simboli
Lo scudo riprende elementi del blasone della famiglia Novince d'Aubigny, nobili dal 1568 (d'oro, al leone di rosso; al capo dello stesso, caricato di tre rose d'argento), con gli smalti invertiti. Il leone si appoggia su un gladio simbolo dell'abbazia di Notre-Dame du Val, da cui Cahagnes dipendeva sia dal punto spirituale che temporale, il cui emblema era di rosso, al gladio d'oro.

## Società

### Evoluzione demografica
Abitanti censiti